# 橫山站 (桃園市)
25°02′11.9″N 121°12′57.0″E / 25.036639°N 121.215833°E
橫山站是桃園捷運機場線的一座車站，位於桃園市大園區，未來將與綠線交會轉乘:3-26。

## 歷史
中華民國交通部自1989年展開桃園都會區大眾捷運系統的規畫，而為進一步加速台灣省各地的捷運建設，1990年12月29日，行政院正式下達台79交39519號函令，指示辦理包括桃園都會區在內的四個省轄都會區大眾捷運系統的規畫作業，桃園都會區大眾捷運系統的各項規畫與建設工作全面啟動。
1993年3月，受行政院命令主責台灣省各省轄都會區大眾捷運系統規畫與建設工作的台灣省政府住宅及都市發展局，歷時兩年餘正式完成「桃園都會區捷運系統規劃」，台灣省政府住宅及都市發展局當時規畫的桃園都會區大眾捷運系統由包括藍線在內的三線所組成，而被稱為B04站的橫山站，就是桃園捷運藍線15座車站中的一員。:3-3~3-6:3-26
然而，在原先由台灣省政府辦理的各省轄都會區大眾捷運系統規畫與建設，因1998年台灣省政府功能業務與組織調整，改由交通部轄下的交通部高速鐵路工程局負責後，桃園捷運藍線被更名為「中正國際機場至桃園都會區（含高鐵桃園站聯外）軌道系統」，於2003年9月9日在行政院的核復下併入桃園機場捷運辦理。
原先被稱為B04站的自強橋站:1-7，則改為桃園機場捷運中的A16站:3-26，於2008年9月18日動工、2008年9月22日定名為「橫山站」:2-1，並於2017年3月2日隨桃園機場捷運的通車完工啟用。

## 車站概要
本站門牌仍為大竹南路，惟桃園航空城計畫實施後，位置已重劃為航青路與群英大道口。車站編號的部分，機場線為A16，綠線為G19。

## 車站構造
本站為地上兩層的車站，站體長約153.6公尺、寬達26.4公尺，設有1處出口。側式月台2座，並設有半罩式月台門。

### 車站樓層
| 2F | 月台層             | 公共電話                                   |
| 2F | 側式月台，右側開門 |                                            |
| 2F | ①號月台            | 機場線 往老街溪方向（領航站）              |
| 2F | ②號月台            | 機場線 往台北方向（大園站）                |
| 2F | 側式月台，右側開門 |                                            |
| 1F | 穿堂層             | 電扶梯、電梯及樓梯往月台層                 |
| 1F | 穿堂層             | 廁所                                       |
| 1F | 穿堂層             | 驗票閘門、車站詢問處、自動售票機、公共電話 |
| 1F | 穿堂層             | 1號出口（位於大竹南路1180號）              |

### 車站出口
| 出入口     | 圖片 | 位置         |
| ---------- | ---- | ------------ |
| 單一出入口 |      | 大竹南路北面 |

## 利用狀況
| 年   | 1日平均 | 1日平均 | 1日平均 |
| 年   | 上車    | 來源    |         |
| ---- | ------- | ------- | ------- |
| 2017 | 139     | [ 17 ]  |         |
| 2018 | 172     | [ 17 ]  |         |

## 車站周邊

### 公車資訊
橫山站有4條公車路線與其連接。
| 編號 | 經營業者 | 區間                             | 備註                      |
| ---- | -------- | -------------------------------- | ------------------------- |
| 5087 | 桃園客運 | 中壢－青埔－大園                 |                           |
| 5089 | 桃園客運 | 中壢－大園－桃園機場             |                           |
| L505 | 亞通客運 | 高鐵桃園站－大園區公所           | 高鐵接駁線 大園區免費公車 |
| L506 | 亞通客運 | 大園區公所-捷運大園站-捷運橫山站 | 捷運接駁線 大園區免費公車 |

## 外部連結
- 桃園捷運 橫山站 （页面存档备份，存于）（繁體中文）
- 桃園大眾捷運股份有限公司->乘車指南->路網圖（繁體中文）